# Yevgeny Ivanovsky
Yevgeni F. Ivanovski (em russo:  Евге́ний Фили́ппович Ивано́вский, transl. Yevgéniy Filíppovich Ivanóvskiy; Chereya, 7 de março de 1918 – Moscou, 22 de setembro de 1991) foi um General-do-Exército soviético, de origem bielorrussa. Serviu em numerosos altos comandos após a Segunda Guerra Mundial, incluindo o comando do Distrito Militar de Moscou, de 1968 a 1972, e o comando do Grupo das Forças Soviéticas na Alemanha a partir de 20 de julho de 1972 até 25 de novembro de 1980.

## Carreira
Em 3 de novembro de 1972, por decisão do Soviete Supremo da URSS, foi promovido ao posto de General do Exército. Seu comando seguinte foi no Distrito Militar da Bielorrússia, de dezembro de 1980 a fevereiro de 1985, quando foi promovido ao cargo de Comandante-em-Chefe das Forças Terrestres Soviéticas. Em 1989 tornou-se membro da Inspetoria do Ministério da Defesa da URSS.
Seguindo a doutrina de armas combinadas do Marechal Nikolai V. Ogarkov, o General do Exército Yevgeny F. Ivanovsky foi designado como Comandante das Forças Terrestres e o Marechal Vasily I. Petrov como Primeiro Vice-Ministro da Defesa para o Extremo Oriente e Guerras Locais, em 1985. Ambos especialistas na então nova doutrina implementada sob o comando do Marechal Ogarkov. O General Ivanovski era um especialista em comando e controle de grandes unidades e em operações em profundidade. O seu feito recente mais significativo fora comandar o grupo de teatro vencedor no Zapad-81, o exercício que verificou a nova doutrina soviética de operações em profundidade. A sua nomeação junto com Petrov, um especialista tanto em operações de alta mobilidade utilizando forças aerotransportadas quanto em operações de pequenas unidades, sublinhou a importância destes tipos de operações no pensamento militar soviético e a sua ênfase nas guerras locais.

## Vida pessoal
Nos anos 1971-1989 foi membro do Comitê Central do Partido Comunista da União Soviética. Ele também cumpriu três mandatos como deputado no Soviete Supremo da URSS. O General Ivanovski publicou um livro de memórias em 1984, Os tanquistas começaram o ataque (em russo:  Атаку начинали танкисты, transl. Ataku nachinali tankisty), com circulação de cem mil exemplares.
Yevgeni F. Ivanovski passou seus últimos anos morando em Moscou, onde morreu em 22 de novembro de 1991. Ele foi enterrado no Cemitério Novodevichy.

## Obras publicadas

### Memórias
- Ivanovski, Yevgeni F. (1984). Атаку начинали танкисты [Os tanquistas começaram o ataque] (em russo). Moscou: Voenizdat. 252 páginas